# بسته کامپایلر آمستردام
بسته کامپایلر آمستردام (ACK) یک مجموعه کامپایلر retargetable و زنجیره ابزار های نوشته شده توسط اندرو تاننباوم و کریل جیکوبز است. این بسته، بسته‌ی بومی MINIX بود تا پیش از آن که فضای کاربری MINIX تا حد زیادی با NetBSD جایگزین شد. ACK در ابتدا نرم‌افزاری منبع بسته بود (این امر باعث شد تا باینری برای MINIX به عنوان یک مورد خاص توزیع شود)، اما در آوریل ۲۰۰۳ این بسته تحت مجوز BSD در قالب منبع باز منتشر شد. این کیت دارای رابط کاربری برای زبانهای برنامه نویسیC Pascal ، Modula-2 ، Occam و BASIC است. 
قابل توجه بودن ACK از این واقعیت ناشی می شود که در اوایل دهه ۱۹۸۰ یکی از اولین سیستم های کامپایل قابل حمل (portable) بود که برای پشتیبانی از زبان‌های چند منبعی و سیستم عامل های هدف طراحی شده بود.  
ACK با استفاده از یک نمایش میانی با استفاده از بایت‌کدی به نام EM به حداکثر قابلیت حمل دست می یابد. در هر زبان، بخش سمت کاربر فایلهای شیء EM تولید می کند، که قبل از ترجمه شدن توسط یک back-end به کد ماشین بومی پردازش می‌شوند.

## پردازنده های هدف
- 6502
- 6800 (فقط مونتاژ)
- 6805 (فقط مونتاژ)
- 6809 (فقط مونتاژ)
- ARM
- 8080 *
- Z80
- Z8000
- i86 *
- i386
- 68000
- 68020
- 68040
- NS32016
- S2650 (فقط مونتاژ)
- SPARC
- VAX4
- PDP11
- Broadcom VideoCore IV (BCM2708) *

* نسخه 6.0 